# Vulva
Vúlva ali zunánje žénsko spolovílo je del ženskih spolnih organov. Zgrajen je iz velikih (labia majora) in malih sramnih ustnic (labia minora), nadsramja (mons pubis ali mons veneris), ščegetavčka (clitoris) in nožničnega preddvora (vestibulum vaginae).
- Nadsramje je predel nad simfizo. Poraščen je z dlakami in v podkožju je več maščobnega tkiva.
- Veliki sramni ustnici sta kožni gubi. Poraščeni sta z dlakami. Sestavlja ju maščevje in vezivo. Oklepata sramno režo.
- Mali sramni ustnici ležita pod velikimi. To sta kožni gubi rožnate barve. Obdajata nožnični preddvor.
- Nožnični preddvor leži med malima sramnima ustnicama. V njegovi sluznici so mnoge majhne preddvorne žleze. Vanj se odpira zunanje ustje sečnice.
- Ščegetavček ima podobno zgradbo kot moški spolni ud – zgrajen je iz erektilnega tkiva. Tvorita ga dva kraka, ki se v sredini zraščata v telo, ki preide v glavico.[1]

Predel med vulvo in anusom je presredek.